# Rally Sachs de 1982
El Rally Sachs de 1982 fue la 5.º edición y la vigésimo cuarta ronda de la temporada 1982 del Campeonato de España de Rally. Se celebró del 30 al 31 de octubre y el epicentro del rally se trasladó a la localidad de Villasana de Mena en la provincia de Burgos.
Al contrario que el año anterior en esta edición los candidatos al título no acudieron y el francés afincado en España Marc Etchebers se impuso con amplia ventaja sobre sus rivales con su habitual Porsche 911 SC sumando su segunda victoria personal en el rally. El podio lo completaron Mariano Lacasa con Opel Ascona 400 y Francisco Martínez con Opel Ascona 2000.
Al año siguiente el Rally CS, prueba organizada también por la Peña Motorista Vizcaya tuvo que suspenderse y algunos rumores hablaron sobre la posibilidad de fusionarse con el Sachs, algo que sin embargo nunca ocurrió.

## Clasificación final
| Pos. | Piloto             | Copiloto                  | Automóvil           | Tiempo  | Diferencia |
| ---- | ------------------ | ------------------------- | ------------------- | ------- | ---------- |
| 1.   | Marc Etchebers     | Marie-Christine Etchebers | Porsche 911 SC      | 2:00:32 | 0.0        |
| 2.   | Mariano Lacasa     | Jaime Balañá              | Opel Ascona 400     | 2:04:09 | +3:37      |
| 3.   | Francisco Martínez | José Antonio Crespo       | Opel Ascona 2000    | 2:10:39 | +10:07     |
| 4.   | «Freddy»           | Roland Holke              | Ford Fiesta XR2 Mk1 | 2:10:39 | +10:52     |
| 5.   | Garmendia          | Gómez                     | Ford Escort RS 2000 | 2:13:40 | +13:08     |
| 6.   | José Bernardo Pino | José Luis Escotet         | Ford Fiesta XR2 Mk1 | 2:14:49 | +14:17     |
| 7.   | José Masdeu        | María Dolores Guerrero    | Ford Fiesta XR2 Mk1 | 2:15:15 | +14:43     |
| 8.   | Jesús Puras        | José Alberto Novoa        | Renault 5 TS        | 2:17:33 | +17:01     |
| 9.   | Wilfredo Jovellar  | Andrés San Millán         | Renault 5 Alpine    | 2:17:53 | +17:21     |
| 10.  | Juan B. Valdubieco | Agustín Ascasíbar         | Ford Escort RS 2000 | 2:17:58 | +17:26     |